# Іцштедт
Іцштедт (нім. Itzstedt) — громада в Німеччині, розташована в землі Шлезвіг-Гольштейн. Входить до складу району Зегеберг. Центр об'єднання громад Іцштедт.
Площа — 7,13 км2. Населення становить 2258 ос. (станом на 31 грудня 2020).